# Spółka komandytowo-akcyjna
Spółka komandytowo-akcyjna (skrót S.K.A.) – spółka handlowa mająca na celu prowadzenie przedsiębiorstwa pod własną firmą, w której za zobowiązania spółki wobec wierzycieli co najmniej jeden wspólnik odpowiada bez ograniczenia (komplementariusz), a co najmniej jeden wspólnik jest akcjonariuszem. Akcjonariusz nie odpowiada za zobowiązania spółki. W Polsce spółka komandytowo-akcyjna należy do spółek osobowych, natomiast w Niemczech i niektórych innych krajach – do spółek kapitałowych.

## Historia spółki komandytowo-akcyjnej
Za pierwszą spółkę komandytowo-akcyjną w historii uważa się Bank Królewski (Banque Royale) założony przez Johna Lawa. Pierwsze regulacje dotyczące spółki komandytowo-akcyjnej pojawiły się jednak dopiero w napoleońskiej Francji, w Code de commerce z 1807 roku, który w Księstwie Warszawskim wszedł w życie w roku 1809. Spółka komandytowo-akcyjna była według omawianej regulacji traktowana jako szczególny przypadek spółki komandytowej (a zatem osobowej), a nie spółki akcyjnej (czyli kapitałowej), podobnie jak według przyjętego w 1861 r. Powszechnego Niemieckiego Kodeksu Handlowego (Allgemeines Deutsches Handelsgesetzbuch, ADHGB) wprowadzonego w krajach Związku Niemieckiego (włączając w to części Królestwa Prus i Cesarstwa Austrii leżące poza granicami Związku).
Przełomem w rozwoju spółki komandytowo-akcyjnej było wprowadzenie do francuskiego ustawodawstwa w roku 1867 ustawy o spółkach, która po raz pierwszy potraktowała spółkę komandytowo-akcyjną nie jako szczególną odmianę spółki komandytowej (a zatem spółkę osobową), lecz jako szczególny rodzaj spółki akcyjnej (a zatem spółkę kapitałową). Z kolei na ziemiach Cesarstwa Niemieckiego ADHGB zastąpiony został w 1897 roku przez nowy Kodeks handlowy (Handelsgesetzbuch, HGB), którego przepisy odnoszące się do spółki komandytowo-akcyjnej również traktowały ją jako spółkę kapitałową. Omawiane ustawy trwale ukształtowały we Francji i w Niemczech strukturę spółki komandytowo-akcyjnej jako spółki kapitałowej o niektórych cechach spółki osobowej.
Zarówno pierwotna regulacja francuska, jak i obydwie regulacje niemieckie wywarły znaczący wpływ na rozwój polskiego prawa handlowego, w tym również na obecnie obowiązujące regulacje dotyczące spółki komandytowo-akcyjnej, funkcjonując na ziemiach polskich w okresie zaborów, a następnie w II Rzeczypospolitej, aż do wejścia w życie Kodeksu handlowego z 1934 roku. W okresie międzywojennym wydano dwa rozporządzenia istotne dla funkcjonowania spółki komandytowo-akcyjnej, tj. Rozporządzenie z dnia 13 czerwca 1922 roku w przedmiocie udzielania pozwoleń zagranicznym spółkom akcyjnym oraz komandytowo-akcyjnym na działalność w prawie polskim oraz Rozporządzenie Rady Ministrów z dnia 20 grudnia 1928 roku w sprawie dopuszczenia zagranicznych spółek akcyjnych oraz komandytowo-akcyjnych na obszarze Rzeczypospolitej. Jednakże pierwszy po rozbiorach akt prawny kompleksowo regulujący problematykę spółek handlowych, jakim był Kodeks handlowy z 27 czerwca 1934 roku nie przewidywał powoływania spółki komandytowo-akcyjnej. Pod rządami Kodeksu handlowego nie było więc możliwe utworzenie tego typu spółek w Polsce. Dopiero po wejściu w życie współczesnej ustawy z dnia 15 września 2000 r. – Kodeks spółek handlowych, przywrócono w Polsce możliwość powoływania spółek komandytowo-akcyjnych, przy czym przyjęto wobec nich model spółki osobowej o niektórych cechach spółki kapitałowej.

## Charakter spółki komandytowo-akcyjnej
Spółka komandytowo-akcyjna jest w Polsce spółką osobową, podobnie jak spółka jawna, spółka partnerska oraz spółka komandytowa. Spółka komandytowo-akcyjna łączy w sobie jednak zarówno cechy spółki jawnej, jak i spółki akcyjnej, co czyni ją atrakcyjną formą prowadzenia działalności gospodarczej. Zgodnie z art. 126 § 1 pkt 2 Kodeksu spółek handlowych we wszystkich sprawach, do których nie stosuje się przepisów o spółce jawnej, do spółki komandytowo-akcyjnej stosuje się odpowiednio przepisy dotyczące spółki akcyjnej, w szczególności przepisy dotyczące kapitału zakładowego, wkładów akcjonariuszy, akcji, rady nadzorczej i walnego zgromadzenia.
Spółka komandytowo-akcyjna jest jednostką organizacyjną nieposiadającą osobowości prawnej, której Kodeks spółek handlowych przyznał zdolność prawną. Spółka ta może zatem we własnym imieniu nabywać prawa, w tym własność nieruchomości i inne prawa rzeczowe, zaciągać zobowiązania, pozywać i być pozywana.
Spółka komandytowo-akcyjna prowadzi przedsiębiorstwo pod własną firmą. Celem spółki komandytowo-akcyjnej jest prowadzenie działalności gospodarczej. Firma spółki powinna zawierać nazwisko bądź firmę (nazwę) jednego lub kilku komplementariuszy oraz dodatkowe oznaczenie „spółka komandytowo-akcyjna” (dopuszczalne jest używanie w obrocie skrótu „S.K.A.”). Nazwisko akcjonariusza nie może być zamieszczone w firmie spółki. Jeżeli tak się stanie, akcjonariusz ten odpowiada wobec osób trzecich za zobowiązania spółki bez ograniczeń, tak jak komplementariusz.
W spółce komandytowo-akcyjnej, podobnie jak w spółkach kapitałowych, utworzony jest kapitał zakładowy, którego minimalna wysokość wynosi 50 000 złotych.
Inną, charakterystyczną dla spółek kapitałowych cechą spółki komandytowo-akcyjnej jest funkcjonowanie w tej spółce organów takich jak walne zgromadzenie oraz rada nadzorcza. Powołanie rady nadzorczej w spółce komandytowo-akcyjnej jest obowiązkowe tylko w przypadku gdy liczba akcjonariuszy przekracza dwadzieścia pięć osób. Za dopuszczalne uznaje się również odpowiednie stosowanie przepisów o zarządzie spółki akcyjnej do prowadzenia spraw spółki przez komplementariuszy.

## Wspólnicy spółki komandytowo-akcyjnej
Wspólnikami w spółce komandytowo-akcyjnej mogą być zarówno osoby fizyczne, osoby prawne, jak i jednostki organizacyjne nieposiadające osobowości prawnej, którym ustawa przyznała zdolność prawną. W spółce komandytowo-akcyjnej funkcjonują dwie kategorie wspólników – komplementariusze i akcjonariusze.
Komplementariusz jest wspólnikiem aktywnym, który co do zasady prowadzi sprawy spółki i reprezentuje ją na zewnątrz. Czynne uczestniczenie w kierowaniu spółką przez tego wspólnika wiąże się jednak z jego nieograniczoną odpowiedzialnością za zobowiązania spółki. Komplementariusz odpowiada bowiem za zobowiązania spółki całym swoim majątkiem, solidarnie z pozostałymi komplementariuszami oraz ze spółką. Ponadto odpowiedzialność komplementariusza za zobowiązania spółki jest subsydiarna, co oznacza, że wierzyciel może prowadzić egzekucję z jego majątku, dopiero gdy egzekucja z majątku spółki okaże się bezskuteczna.
W celu ograniczenia odpowiedzialności wspólników spółki komandytowo-akcyjnej jako komplementariusza często dobiera się spółkę kapitałową, najczęściej spółkę z ograniczoną odpowiedzialnością. Przykładem takiego rozwiązania jest Maspex.
Akcjonariusz jest wspólnikiem pasywnym, który nie prowadzi spraw spółki i może ją reprezentować jedynie jako pełnomocnik. Akcjonariusz nie odpowiada wobec osób trzecich za zobowiązania spółki. Akcjonariusz może jednak odpowiadać za skutki dokonanej przez siebie w imieniu spółki czynności prawnej jedynie w przypadku gdy:
- dokona tej czynności nie ujawniając swojego pełnomocnictwa,
- będzie reprezentował spółkę, nie mając do tego umocowania lub przekraczając zakres tego umocowania,
- w firmie spółki komandytowo-akcyjnej zamieszczone zostanie nazwisko albo firma (nazwa) akcjonariusza.

Akcjonariuszem w spółce komandytowo-akcyjnej może zostać również komplementariusz tej spółki, który wniesie wkład na pokrycie kapitału zakładowego. Uzyskanie przez komplementariusza statusu akcjonariusza nie wyłącza jednak jego nieograniczonej odpowiedzialności za zobowiązania spółki.

## Powstanie spółki komandytowo-akcyjnej
Zawiązanie spółki komandytowo-akcyjnej następuje poprzez sporządzenie przez założycieli spółki jej statutu w formie aktu notarialnego. Statut ten powinni podpisać co najmniej wszyscy komplementariusze. Założycielami spółki mogą być również akcjonariusze oraz osoby, które w ogóle nie są wspólnikami spółki komandytowo-akcyjnej.
Statut powinien zawierać co najmniej: firmę i siedzibę spółki, przedmiot działalności, czas trwania spółki, jeżeli jest on oznaczony, oznaczenie wkładów wnoszonych przez każdego komplementariusza oraz ich wartość, wysokość kapitału zakładowego oraz sposób jego zebrania, wartość nominalną akcji, ich liczbę ze wskazaniem czy są akcjami imiennymi, czy na okaziciela, jeżeli mają być wprowadzone akcje różnego rodzaju liczba akcji poszczególnych rodzajów i związane z nim uprawnienia, nazwiska i imiona albo firmy (nazwy) komplementariuszy wraz z ich siedzibami, adresami lub adresami do doręczeń, sposób organizacji walnego zgromadzenia, a także rady nadzorczej, jeżeli ustawa lub statut przewiduje jej ustanowienie w spółce.
Spółka komandytowo-akcyjna powstaje z chwilą jej wpisania do rejestru, wpis ten ma zatem charakter konstytutywny. Spółka komandytowo-akcyjna podlega wpisaniu do rejestru przedsiębiorców stanowiącego część Krajowego Rejestru Sądowego. Wpisanie spółki komandytowo-akcyjnej do rejestru przedsiębiorców jest obowiązkowe. O rejestracji spółki sąd rejestrowy ogłasza w Monitorze Sądowym i Gospodarczym.

## Ustanie spółki komandytowo-akcyjnej
Ustanie bytu prawnego spółki komandytowo-akcyjnej następuje z chwilą wykreślenia jej z rejestru przedsiębiorców Krajowego Rejestru Sądowego. Ustanie spółki komandytowo-akcyjnej poprzedza ostatni etap jej istnienia, tj. likwidacja. Likwidatorami spółki komandytowo-akcyjnej są jej komplementariusze mający prawo prowadzenia spraw spółki, chyba że statut lub uchwała walnego zgromadzenia powzięta za zgodą wszystkich komplementariuszy stanowi inaczej. Przyczyną otwarcia likwidacji spółki komandytowo-akcyjnej mogą być okoliczności przewidziane w statucie spółki. Rozwiązanie spółki następuje również w wyniku podjęcia przez walne zgromadzenie większością 3/4 głosów uchwały o jej rozwiązaniu; uchwała ta wymaga jednak zgody wszystkich komplementariuszy. Przyczynami rozwiązania spółki komandytowo-akcyjnej mogą być także ogłoszenie upadłości spółki oraz, o ile statut spółki nie stanowi inaczej, śmierć, ogłoszenie upadłości lub wystąpienie ze spółki jedynego komplementariusza. Nie stanowi natomiast przyczyny rozwiązania spółki komandytowo-akcyjnej ogłoszenie upadłości akcjonariusza. W pozostałym zakresie do likwidacji spółki komandytowo-akcyjnej stosuje się odpowiednio przepisy dotyczące likwidacji spółki akcyjnej.

## Opodatkowanie spółki komandytowo-akcyjnej
Zgodnie z ustawą o podatku dochodowym od osób fizycznych oraz ustawą o podatku tonażowym z dnia 23.10.2013 r. od dnia 1 stycznia 2014 roku spółki komandytowo-akcyjne są podatnikiem, mają obowiązek opłacać podatek dochodowy od osób prawnych CIT. Przychody z udziału w spółce komandytowo-akcyjnej u każdego wspólnika określa się proporcjonalnie do jego prawa w udziale w zysku. W przypadku braku odmiennego zastrzeżenia przyjmuje się, że prawa do udziału w zyskach spółki są równe dla wszystkich wspólników. Zgodnie z zapisami ustawy akcjonariusze spółki komandytowo-akcyjnej będą płacić podatek dochodowy od zysków wypłaconych im w formie dywidendy oraz sama spółka będzie opłacać podatek CIT w wysokości 19%.
Spółka komandytowo-akcyjna jest podatnikiem podatku od towarów i usług (VAT) oraz podatku akcyzowego.

## Popularność
W Polsce w pierwszych latach po wejściu Kodeksu spółek handlowych w życie spółki komandytowo-akcyjne zakładane były rzadko. Na koniec roku 2003 w rejestrze REGON było zarejestrowanych 18 takich spółek, a na koniec 2004 roku 23 spółki. Od kilku lat zainteresowanie tą formą prawną rośnie. Na koniec 2009 roku zarejestrowanych było 714 spółek komandytowo-akcyjnych, na koniec 2010 roku 1050, a na koniec 2011 roku już 1513 takich spółek. Nadal jest ich ponad 6-krotnie mniej niż spółek akcyjnych. Do końca 2011 roku ani jedna spółka komandytowo-akcyjna w Polsce nie została wprowadzona do obrotu publicznego.

## Odpowiedniki w Europie
| Państwo       | skrót       | nazwa                                  |
| ------------- | ----------- | -------------------------------------- |
| Belgia        | Comm. VA    | commanditaire vennootschap op aandelen |
| Bułgaria      | KдA         | командитно дружество с акции           |
| Francja       | SCA         | Société en commandite par actions      |
| Hiszpania     | S.Com. p.A. | sociedad comanditaria por acciones     |
| Holandia      | CVA         | commanditaire vennootschap op aandelen |
| Liechtenstein | KAG         | Kommanditaktiengesellschaft            |
| Luksemburg    | SCA         | Société en commandite par actions      |
| Macedonia     | К.Д.А       | Командитно друштво со акции            |
| Niemcy        | KGaA        | Kommanditgesellschaft auf Aktien       |
| Rumunia       | S.C.A.      | Societate in comandita pe actiuni      |
| Słowenia      | k.d.d.      | Komanditna delniška družba             |
| Szwajcaria    | KAG         | Kommanditaktiengesellschaft            |
| Turcja        |             | Hisseli komandit şirket                |
| Włochy        | s.a.p.a     | Società in accomandita per azioni      |

### Niemcy
Odpowiednikiem spółki komandytowo-akcyjnej w Republice Federalnej Niemiec jest Kommanditgesellschaft auf Aktien (skrót: KGaA).

## Znane spółki komandytowo-akcyjne
- Maspex
- Michelin
- Henkel
- Merck
- Fresenius
- Fresenius Medical Care(inne języki)
- PayPal (Europe)
- Euro Disney
- Hannover 96, 1. FC Köln, Borussia Dortmund, Hertha BSC, Arminia Bielefeld